# ポルトガル系アンゴラ人
ポルトガル系アンゴラ人とは、アンゴラで生まれたポルトガル系の家系の人々である。

## 歴史
15世紀の大航海時代にポルトガル人はアンゴラに到達し、数百万人の現地のアフリカ人を、彼等の多くをブラジルに送る前に、ポルトガルに連行するために奴隷貿易で輸出した。アンゴラにおける最初のポルトガル系入植者は16世紀にまで遡る。ポルトガル系と黒人の定住者は相互に和平協定を結び、一部のポルトガル系は現地の黒人と結婚したため混血（ムラート）の人々が生まれた。純血のポルトガル人の数も多く、彼等はアンゴラ全土に居住していた。
19世紀にアンゴラは公式にポルトガルの植民地であると宣言されたが、本土の政府がアンゴラとその他の地域における大規模な白人の移民と定住を奨励したのは20世紀初頭にすぎなかった。1960年代には、アンゴラには少なくとも400,000人のポルトガル系定住者が存在し、彼等によって経済開発が進んだが、当時のアントニオ・サラザール政権の発足以来、数千人が特にナミビア、ブラジル、アメリカ合衆国などの諸外国に移住した。黒人と一部とメスチーソ（ムラート）、白人は彼等自身による統治を望み、1974年にポルトガル支配に対して反乱を起こした。
1975年に独立は承認され、多くのポルトガル系住民はその後出国した。独立までの間、白人人口60万人のうち50万人は出国したものと見られている。母国からはブランコ・セグド（二級白人）と差別されていたこともあり、アフリカの白人国家であるローデシアや南アフリカ共和国への移民を希望した者も多かった。それらの国では英語が不自由な者の移住申請は却下されたが、そもそもポルトガル語の読み書きができない者も多かった。それでも彼等がアンゴラ経済を発達させていたため、ポルトガル支配を真摯に希求していた黒人やメスチーソに眉を顰められた。結局、彼等の多くはポルトガルに向い、そこでretornadosと呼ばれ、歓迎されなかった。
リスボン郊外には2000人を収容する難民キャンプに押し込まれて無為徒食の状態に置かれた。その他の一部は隣国のナミビア（当時は南アフリカ領だった）、ブラジル、アメリカ合衆国に向かった。アンゴラを離れたポルトガル系市民のうち、多くはスーツケースと$150（150アンゴラ・エスクード）の所持しか許されず、全ての家具は各自の家に放置された。一日に500人が出国したためルアンダのクラヴェイロ・ロペス空港の外国路線は大混雑したが、それでも必要を満たすには及ばなかった。全ての残留したポルトガル系住民は政府からアンゴラ市民権を得るか出国するかの猶予を数カ月与えられ、アンゴラ内戦が始まり、継続していたのにもかかわらず、彼等はアンゴラ市民権を選んだ。
1996年にポルトガル語諸国共同体（CPLP）が創設されると、ポルトガル人と一部のポルトガル系ブラジル人がアンゴラに入国し、経済発展のための商業やポルトガル語教師として働いた。27年間の内戦にもかかわらず、カーネーション革命に反対して独立後ナミビア、南アフリカ、ブラジル、アメリカ合衆国に出国した多くのポルトガル系難民がアンゴラに帰国した。彼等の帰国はポルトガル系の人口を7,000人から120,000人に増加させた。

## 言語と宗教
彼等の母語はポルトガル語であり、アンゴラの公用語、リングア・フランカでもある。彼等の方言はアンゴラ・ポルトガル語と呼ばれ、ブラジル・ポルトガル語よりもイベリア・ポルトガル語に近い。彼等の中には主要なバントゥー諸語を話す者もおり、特にキンブンドゥ、ンブンドゥ、キコンゴが第二言語として話される。彼等の多くはキリスト教徒であり、大多数はカトリック教徒（ポルトガル支配はアンゴラをローマ・カトリックの国家にした）で、一部がプロテスタントである。一部に異端審問により出国した先祖を持つユダヤ教徒（セファルディム）も存在する。

## 著名な人物
- ジョゼ・エドゥアルド・アグアルーザ - 作家
- マルコ・アブレウ - サッカー選手
- ジョゼ・ルアンディーノ・ヴィエイラ - 作家
- パウロ・フィゲイレード - サッカー選手
- ペペテラ - 作家。カモンイス賞受賞者
- ジョアン・リカルド - サッカー選手

## 脚註
1. ↑  ポルトガル人零落 移住断られ祖国へ『朝日新聞』1976年（昭和51年）1月8日夕刊、3版、2面
2. ↑  ポルトガルの春みたび 革命後の選択『朝日新聞』1976年（昭和51年）4月28日、13版、7面
3. ↑  Portuguese Immigration (History) Archived 2013年5月25日, at WebCite
4. ↑  Dismantling the Portuguese Empire